# Live Tour “Continues”
『Live Tour “Continues”』は、2018年1月10日に発売された、星野源の5枚目の映像作品。

## 概要
星野源が2017年5月から9月にかけて行った全国ツアー「星野源 Live Tour 2017『Continues』」より、9月9日と9月10日にさいたまスーパーアリーナで行われた追加公演の模様をBlu-ray・DVD化。
DISC1には追加公演の映像が、DISC2には全10か所、20公演を追ったツアードキュメンタリーが収められた2枚組で、DISC1,2共に星野源と友人によるオーディオコメンタリー収録。

## チャート成績
2018年1月22日付オリコン週間DVDならびにBDランキング（集計期間：1月8日～1月14日）で、いずれも初登場総合1位を獲得した。音楽映像作品によるDVD・BD同時総合1位獲得は、2016年6月発売の『Live Tour “YELLOW VOYAGE”』、2017年5月発売の『Music Video Tour 2010-2017』に続き、3作連続で通算3作目となり連続・通算ともに3作の堂本光一と並び、DVD・BD同時総合1位獲得作品数で男性ソロ歴代1位タイ。また、音楽DVDとBDの売上を合算した「総合ミュージック映像ランキング」では2014年8月発売の「STRANGER IN BUDOKAN」を含む通算4作目の1位となりこれまで3作で並んでいた堂本光一を上回り、同ランキング1位獲得作品数で男性ソロ単独1位となった。

## 収録内容

### DISC1
Live Tour 2017 "Continues"追加公演（2017.9.9&10 さいたまスーパーアリーナ）
全23曲（約242分）
1. Firecracker (MARTIN DENNY)
2. 化物
3. 桜の森
4. Night Troop
5. 雨音
6. くだらないの中に
7. フィルム
8. 夢の外へ
9. 「一流ミュージシャンからのお祝いメッセージ」
10. 穴を掘る
11. 透明少女 (NUMBER GIRL)
12. くせのうた
13. Mad Pierrot (イエロー・マジック・オーケストラ)
14. 時よ
15. ギャグ
16. SUN
17. 恋
18. Week End
19. Continues

### DISC2
--ENCORE--
1.君は薔薇より美しい(布施明)
2.Drinking Dance
3.Family Song
4.Friend Ship
Tour Documentary 「to be Continue(s)」 

初回生産限定盤特典
（Blu-ray・DVD共通）
1. 特製ブックレット(48ページ/フルカラー)
・ツアー振り返り鼎談：星野源×長岡亮介×寺坂直毅
・解説:繋がりゆく現在と、繋げていく未来ー「Continues」に織り込まれた音楽と星野源の物語を紐解く (MUSICA:有泉智子)
2. 特殊ケース仕様

## 星野源 LIVE TOUR 2017 "Continues"
『星野源 LIVE TOUR 2017 "Continues"』は、2017年5月から9月まで開催され、全10箇所・20公演を回った、過去最大規模となった全国ツアー。

### 日程・会場
| 公演日  | 開場 / 開演   | 会場                                   |
| ------- | ------------- | -------------------------------------- |
| 5月21日 | 16:30 / 18:00 | マリンメッセ福岡                       |
| 5月22日 | 17:30 / 19:00 | マリンメッセ福岡                       |
| 5月27日 | 16:30 / 18:00 | 神戸ワールド記念ホール                 |
| 5月28日 | 15:30 / 17:00 | 神戸ワールド記念ホール                 |
| 6月10日 | 16:30 / 18:00 | アスティ徳島                           |
| 6月11日 | 15:30 / 17:00 | アスティ徳島                           |
| 6月17日 | 16:30 / 18:00 | 宮城セキスイハイムスーパーアリーナ     |
| 6月18日 | 15:30 / 17:00 | 宮城セキスイハイムスーパーアリーナ     |
| 6月30日 | 16:30 / 18:00 | 朱鷺メッセ・新潟コンベンションセンター |
| 7月1日  | 15:30 / 17:00 | 朱鷺メッセ・新潟コンベンションセンター |
| 7月8日  | 16:30 / 18:00 | 真駒内セキスイハイムアイスアリーナ     |
| 7月9日  | 15:30 / 17:00 | 真駒内セキスイハイムアイスアリーナ     |
| 7月22日 | 16:30 / 18:00 | 大阪城ホール                           |
| 7月23日 | 15:30 / 17:00 | 大阪城ホール                           |
| 8月5日  | 16:30 / 18:00 | 横浜アリーナ                           |
| 8月6日  | 15:30 / 17:00 | 横浜アリーナ                           |
| 8月25日 | 17:30 / 19:00 | 日本ガイシホール                       |
| 8月26日 | 15:30 / 17:00 | 日本ガイシホール                       |
| 9月9日  | 16:00 / 18:00 | さいたまスーパーアリーナ ※追加公演     |
| 9月10日 | 15:00 / 17:00 | さいたまスーパーアリーナ ※追加公演     |